# Banda di ottoni

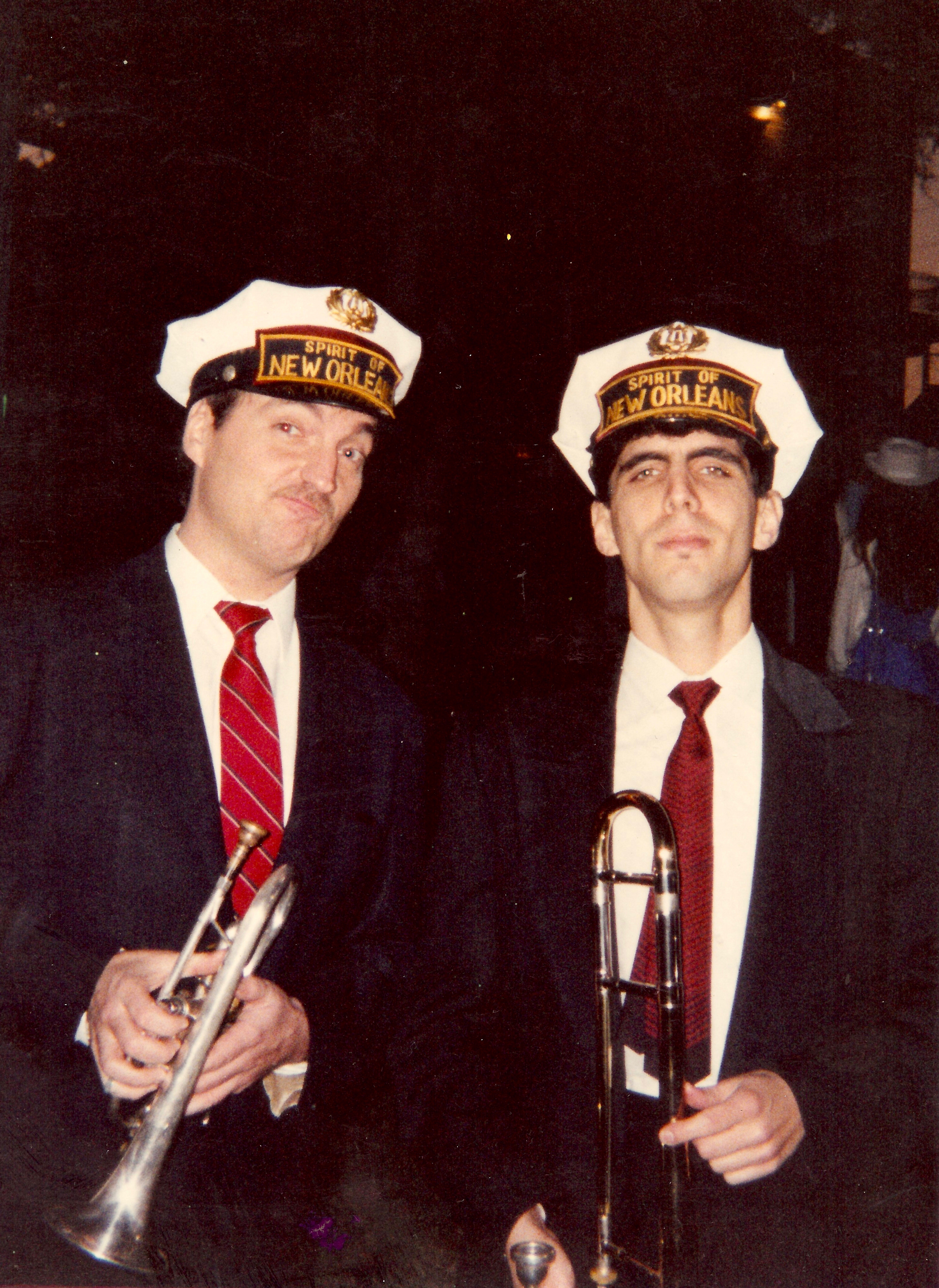
Scott Black e David Sager, Carnival 1991, quartiere residenziale di New Orleans.

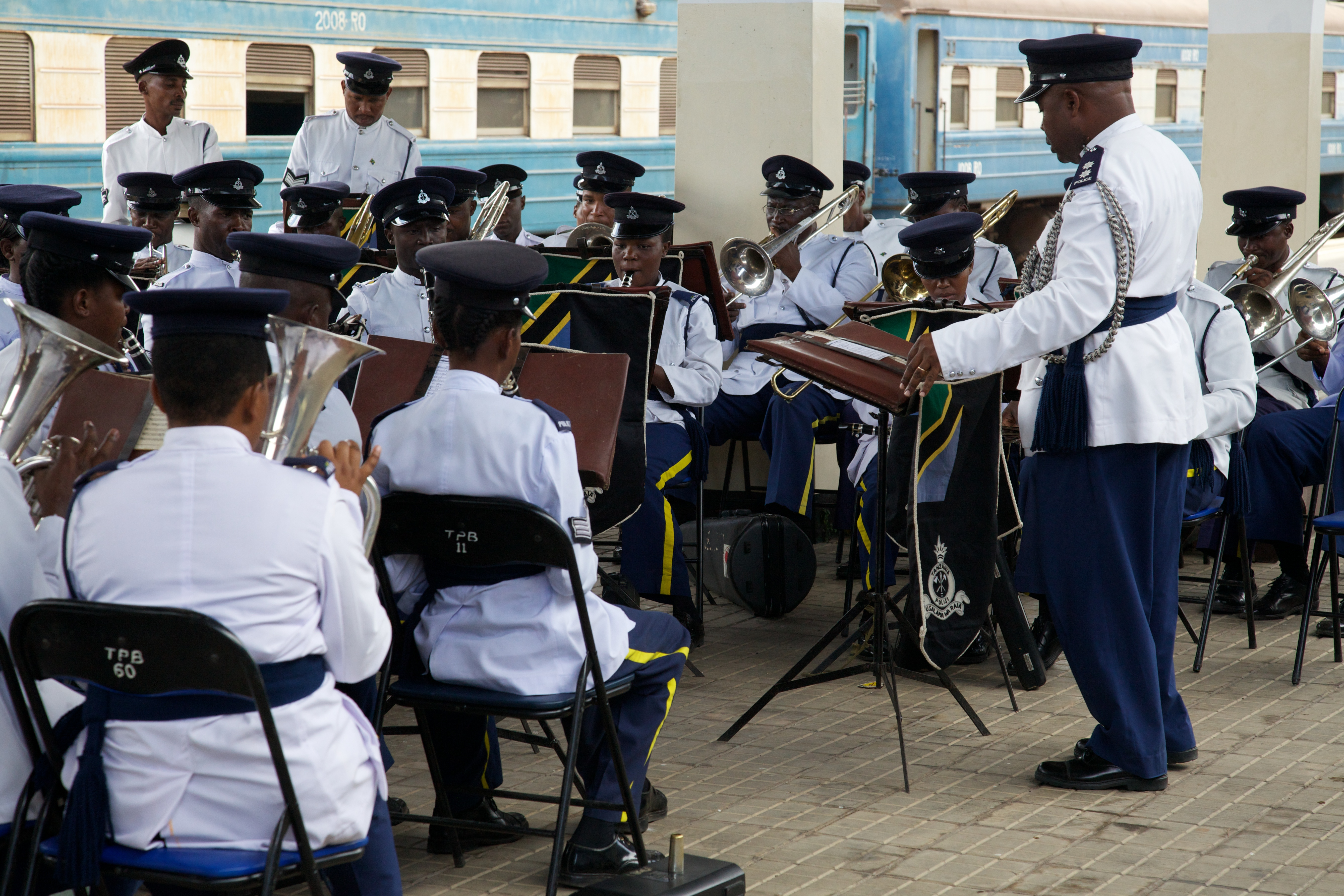
Banda di ottoni delle forze di polizia della Tanzania

Una banda di ottoni è un gruppo musicale generalmente costituito principalmente da strumenti a fiato, il più delle volte con una sezione di percussioni. I complessi che includono ottoni e strumenti a fiato possono in alcune tradizioni anche essere definiti bande di ottoni, in particolare nel contesto di New Orleans e delle bande di ottoni in stile giapponese, ma possono essere più correttamente definite bande militari, bande da concerto o bande "di ottoni e ance".

## Stili

### Balcanico
Le bande di ottoni in stile balcanico (In serbo: Труба, trumpet) suonano uno stile distintivo di musica originaria del XIX secolo dei Balcani. La tradizione della musica deriva dalla prima rivolta serba guidata da Karađorđe Petrović nel 1804 quando i serbi si rivoltarono contro l'Impero ottomano occupante, liberando infine la Serbia. La tromba veniva utilizzata come strumento militare per svegliare e raccogliere i soldati e annunciare le battaglie, ed ha assunto anche il ruolo di intrattenimento durante i tempi morti, poiché i soldati la usavano per trasporre canzoni folk popolari. E' popolare in tutti i Balcani, in particolare Serbia, Albania, Macedonia del Nord, Romania, Bulgaria e Grecia settentrionale. I tempi sono di solito veloci e accompagnati dal kolo. Gli artisti hanno ciascuno il loro strumento orchestrale e sono chiamati trubači (трубачи). Gli esempi più noti di musica acclamata in questo stile sono quelli di Goran Bregović e Boban Marković Orkestar. Il regista serbo Emir Kusturica, attraverso i suoi film (Underground e Black Cat, White Cat), ha reso lo stile popolare nella comunità internazionale al di fuori dei Balcani.

### Britannico
Una banda di ottoni nella tradizione britannica con una serie completa di 28 suonatori (comprese le percussioni) è composta da:
- 1 Cornetta soprano in Mi♭
- 9 Cornette in Si♭ (in parti separate per "solo", "repiano", seconda e terza cornette; ci sono 4 suonatori nella parte "solista", un repiano, due secondi e due terzi)
- 1 Flicorni in Si♭ (annotato nella stessa parte come "repiano" in alcuni brani musicali più antichi)
- 3 Corni tenore in Mi♭ (chiamato solista, 1° e 2°)
- 2 Corni baritono in Si♭ (ciascuno con parti separate)
- 2 Tromboni tenore (annotati in Si♭, suonando parti separate)
- 1 Trombone basso (l'unico strumento d'ottone della banda annotato in tonalità da concerto (Do) su chiave di basso)
- 2 Eufoni in Si♭ (di solito suonano la stessa parte con sezioni divise)
- 4 Tube (2 in Mi♭ e 2 in Si♭, entrambi annotati in chiave di violino; spesso chiamati bassi)
- 2 o 3 suonatori di percussioni (con 2 o più timpani, glockenspiel, rullante, triangolo, piatti, una batteria e altro ancora)

### Strumenti

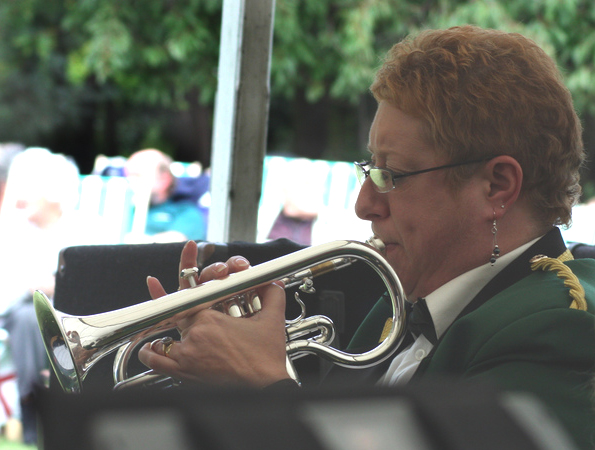
Cornetta soprano
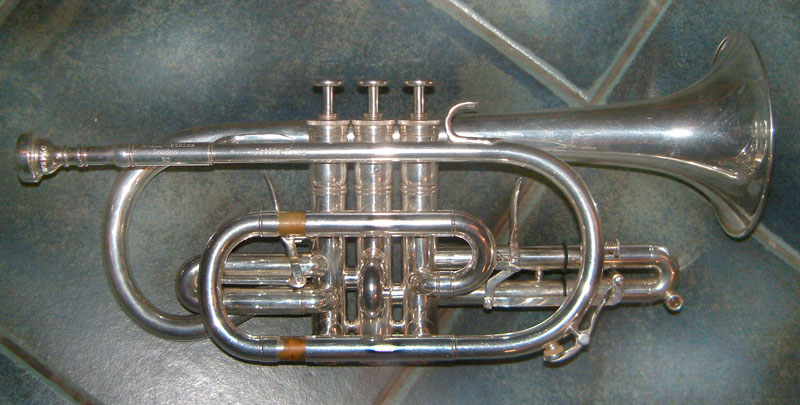
Cornetta
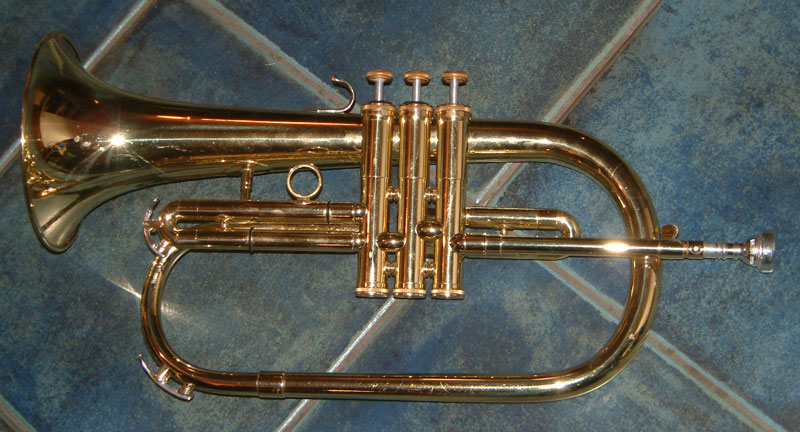
Flicorno
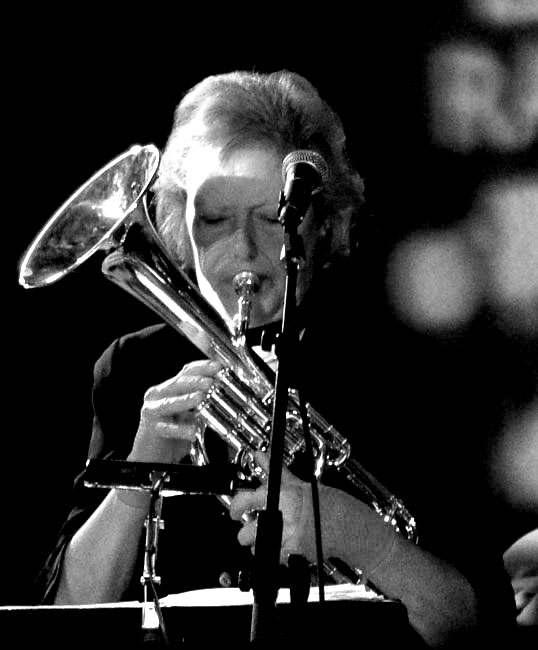
Corno tenore
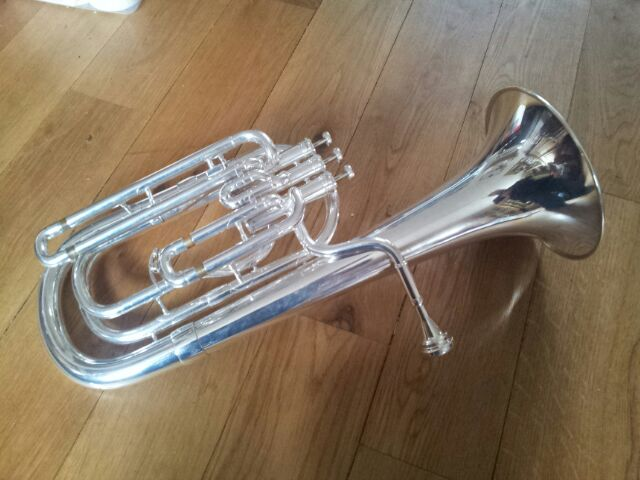
Corno baritono
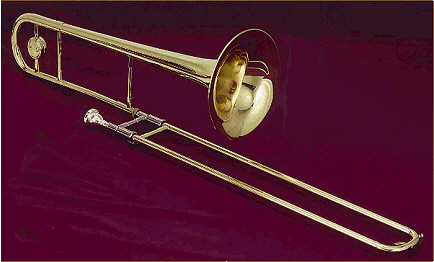
Trombone tenore
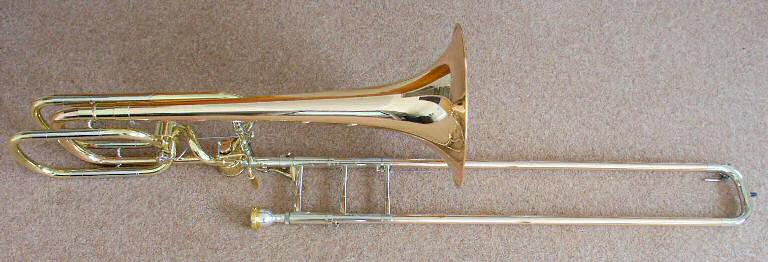
Trombone basso
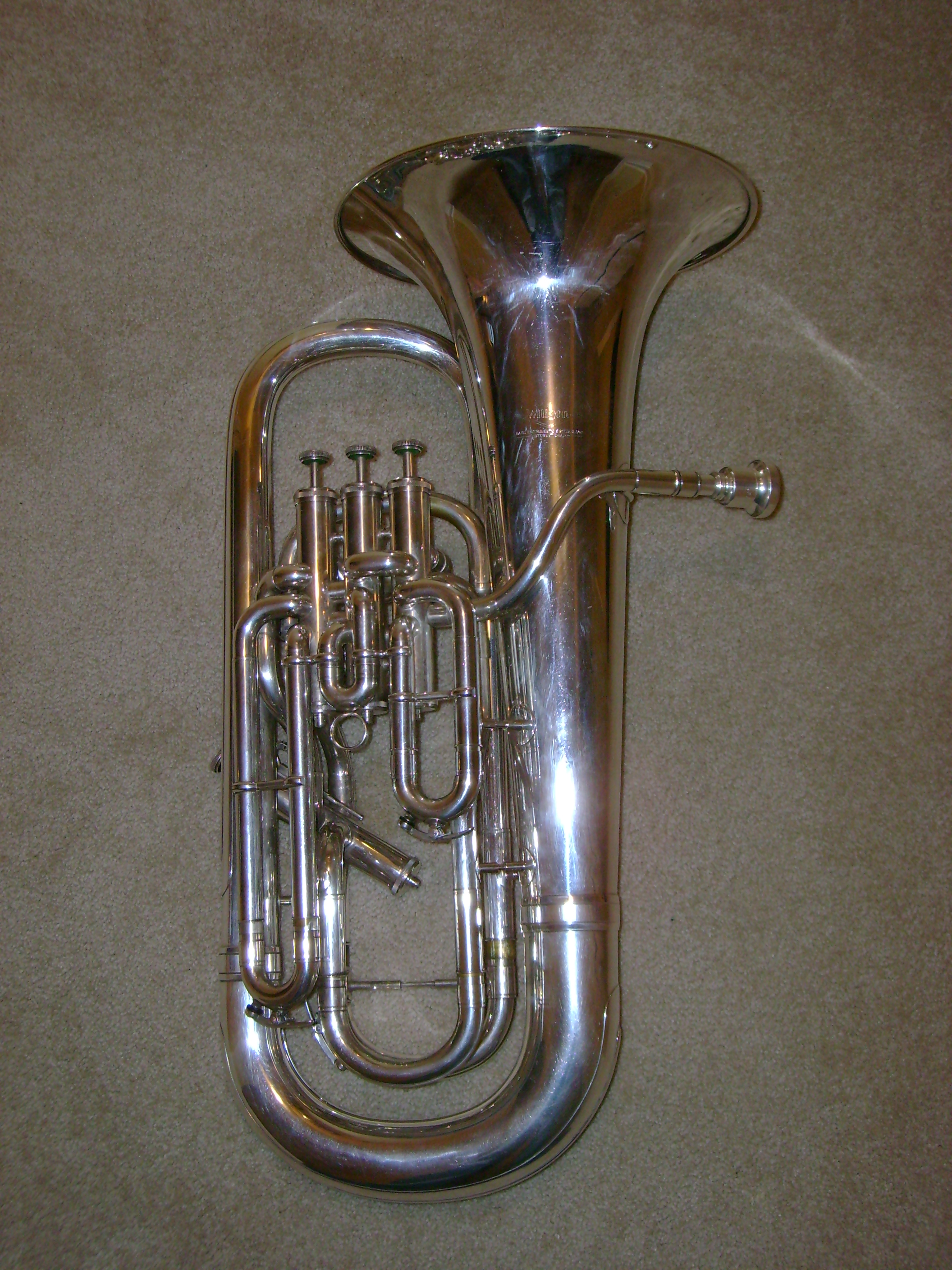
Eufonio
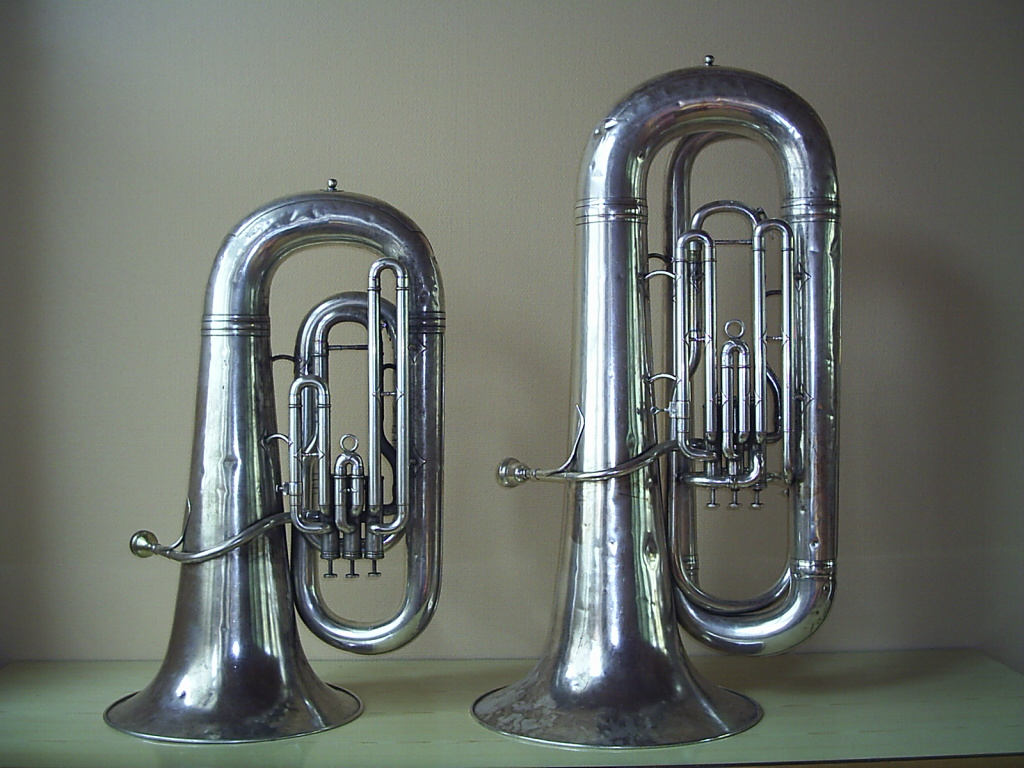
Tube in Mi♭ e Si♭

Con l'eccezione di tre tromboni, tutti gli strumenti hanno un canneggio conico, che conferisce alla banda di ottoni in stile britannico il suo caratteristico timbro caldo rispetto al suono brillante da fanfara di strumenti a canneggio cilindrico (trombe e tromboni). Tutte le parti tranne il trombone basso e le percussioni sono annotate in chiave di violino. Nonostante la sua estensione musicale, il corno contralto in Mi♭ è tradizionalmente chiamato corno tenore nelle band britanniche.
Le bande di ottoni hanno una lunga tradizione di competizione tra band, spesso basata sull'industria e sulle comunità locali. Le bande di ottoni in stile britannico sono diffuse in tutta la Gran Bretagna, nelle ex colonie britanniche, in particolare Australia e Nuova Zelanda, Norvegia, parti dell'Europa continentale e del Nord America. In questi paesi si tengono gare annuali per selezionare le band campione a vari livelli di competenza musicale.
L'Esercito della Salvezza ha schierato bande di ottoni dal 1878 e continuano ad essere parte integrante della sua chiesa. La più nota banda di ottoni dell'Esercito della Salvezza è la International Staff Band di Londra. Le bande dell'Esercito della Salvezza variano considerevolmente in termini di dimensioni e complemento poiché si basano sul personale locale disponibile, alcune di queste sono composte da 6-8 membri. La sezione delle cornette di una banda dell'Esercito della Salvezza non include un 'repiano' e invece della 2ª e 3ª cornetta ci sono la 1a e la 2a cornetta. Una banda dell'Esercito della Salvezza può avere 3-6 corni tenore, 2-4 baritoni e 2-6 tromboni tenore. Le bande dell'Esercito della Salvezza hanno una tradizione locale di addestrare i bambini a suonare gli ottoni fin dalla tenera età (a partire dai 7-8 anni). Nelle chiese più grandi dell'Esercito della Salvezza ci sarà spesso una banda junior per bambini (7-18 anni) e una banda senior per adulti.

### Paesi Bassi
La Fanfara è un tipo di banda di ottoni che si trova principalmente in Belgio e nei Paesi Bassi, mentre esistono diversi gruppi in Germania, Francia e Lussemburgo. A differenza delle band britanniche, sfoggiano anche il sassofono. Ci sono fanfare affiliate alle orchestre di fanfare militari e civili, che in alcune zone costituiscono un elemento importante della tradizione culturale.
Nella seconda parte del XX secolo sono state fondate anche nei Paesi Bassi molte bande di ottoni in stile britannico, spesso come parte di un'associazione musicale comprendente anche un'orchestra di fanfara o una banda da concerto.

### New Orleans

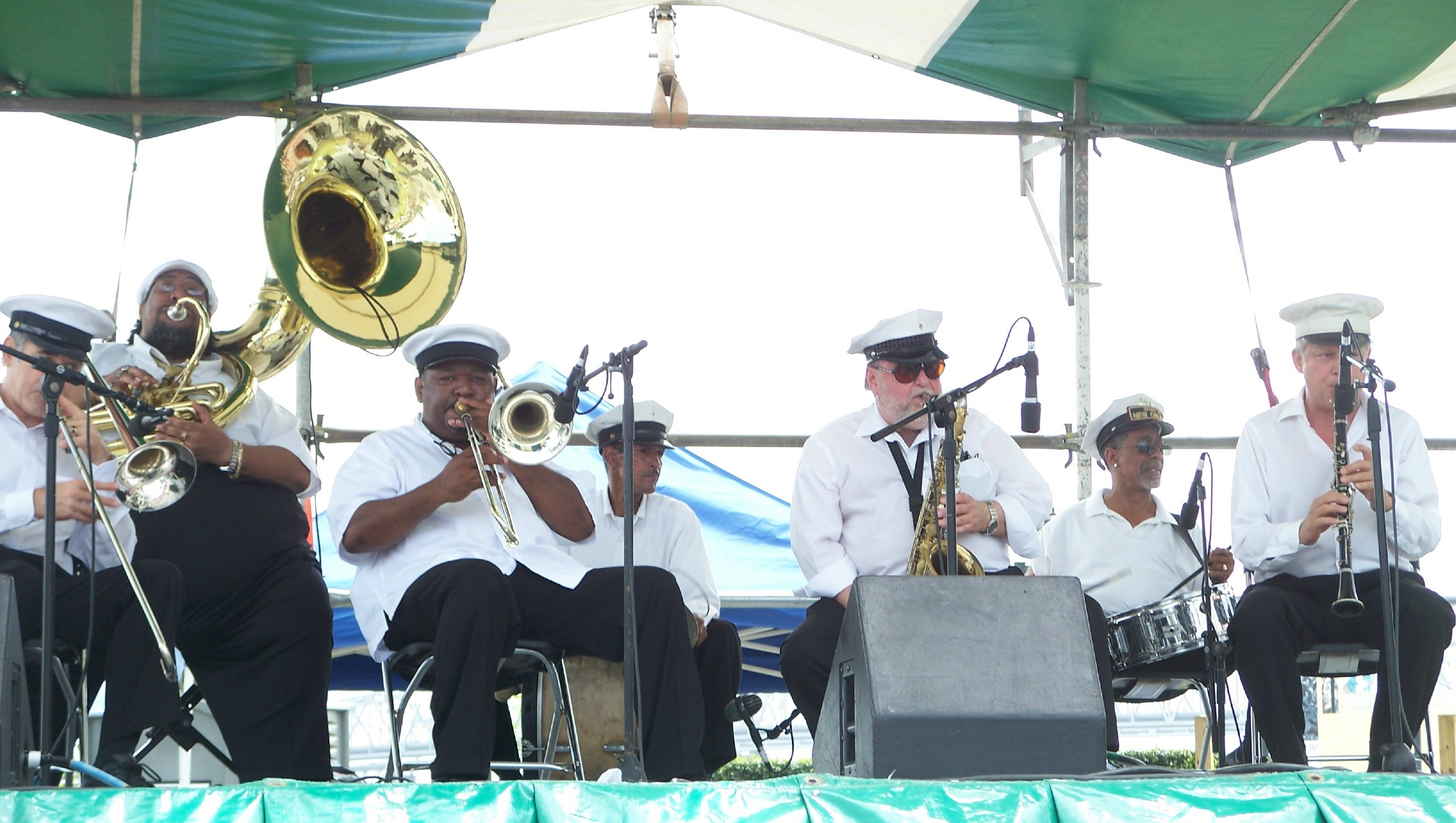
La Spirit of New Orleans Brass Band si esibisce al Festival del Quartiere francese, New Orleans, Louisiana, l'11 aprile 2008.

La tradizione delle bande di ottoni a New Orleans, in Louisiana, risale alla fine del XIX e all'inizio del XX secolo. Tradizionalmente, le bande di ottoni di New Orleans potevano presentare varie strumentazioni, tra cui spesso trombe, tromboni, clarinetti, sassofoni, sousafoni e percussioni. La musica suonata da questi gruppi era spesso una fusione tra la musica di banda militare in stile europeo e la folk music africana portata nelle Americhe dagli schiavi dell'Africa occidentale e l'idioma ha giocato un ruolo significativo nello sviluppo del jazz tradizionale. Le prime bande di ottoni includono la Eureka Brass Band, la Onward Brass Band, la Excelsior Brass Band, la Tuxedo Brass Band, la Young Tuxedo Brass Band, la Camelia Brass Band e l'Olympia Brass Band.
La Treme Brass Band, anche se non così vecchia, ha membri che sono stati influenti in tutta la musica della New Orleans Brass Band, oltre ad essere famosi a pieno titolo.
Un uso ben noto di queste band è per i funerali jazz di New Orleans e per le parate di seconda linea.

#### Brasspop Hip-hop e funk
Negli anni '70 e '80, la tradizione delle bande di ottoni di New Orleans conobbe una rinascita, con band che si staccarono dagli stili tradizionali e aggiunsero elementi di funk, hip hop e bop ai loro repertori. Alcuni importanti esponenti di questo stile di banda di ottoni, a volte noti come Brasspop o Urban Brass, includono la band Def Generation, membri della prossima generazione di Neville che creò hip hop su bande di ottoni dal vivo, influenzando la Soul Rebels Brass Band, la Rebirth Brass Band, la Stooges Brass Band, la Hot 8 Brass Band, la Lil Rascals Brass Band, la Youngblood Brass Band, la Original Pinettes Brass Band, la Dirty Dozen Brass Band e la Big 6 Brass Band. Inoltre, un certo numero di gruppi al di fuori degli Stati Uniti hanno iniziato a suonare questo stile di musica.
Lo stile della musica è spesso caratterizzato dall'uso del sousafono al posto di un contrabbasso per suonare la linea di basso. Il sousafono può suonare una linea di basso o un groove jazz su un riff. Trombe, tromboni, sassofoni e altri corni suonano melodie e armonie liberamente sulla linea di basso. Spesso le linee sono notevolmente impreziosite dall'improvvisazione. Una configurazione tipica include due percussionisti, uno che suona una grancassa in marcia e un piatto montato sul tamburo e un altro che suona un rullante (il batterista spesso passa a una batteria quando non marcia). Esistono molte varianti su questo, tra cui l'uso di percussionisti aggiuntivi, piatti, batteria, fischi e Scratch DJ.
Lo stile si è spostato oltre New Orleans e può ora essere trovato in luoghi come il Giappone con la Black Bottom Brass Band; in Finlandia con la TIMO Brass Band; in Germania con la Querbeat, LaBrassBanda, Moop Mama, MaddaBrasska, Meute o https://www.backstagepro.de/brass-riot; in Belgio con Brazzmatazz, nei Paesi Bassi con la http://ngbb.net/, Happy Feet e le bande di ottoni Hurricane; la Scozia con la Criterion Brass Band; l'Inghilterra con la Renegade Brass Band; l'Australia con le Horns of Leroy Brass Band; Phoenix, Arizona con la Bad Cactus Brass Band; Boston, Massachusetts con la Hot Tamale Brass Band; Hartford, con la Funky Dawgz Brass Band; Tennessee con Halfbrass; Minnesota con la Jack Brass Band e la Dirty Shorts Brass Band; Missouri con la Funky Butt Brass Band; Georgia con la Half Dozen Brass Band; Cincinnati, Ohio con The Cincy Brass; Madison, Wisconsin con Mama Digdown e Youngblood; Richmond, No BS! Brass; e Sacramento, California con Element Brass Band.
Sebbene non sia una banda di ottoni per definizione, la band cilena Newen Afrobeat, fondata nel 2009, ha anche sezioni di ottoni e ritmi molto forti, ma è più radicata nell'Afrobeat e nel jazz che nell'hip-hop.

### Polinesia
Fondata nel 1836 da re Kamehameha III, la Royal Hawaiian Band è la seconda banda municipale più antica e unica negli Stati Uniti. Nelle ultime generazioni, le tradizioni delle bande di ottoni si sono sviluppate anche a Tonga, Samoa e in altre parti della Polinesia, così come tra i Māori della Nuova Zelanda. Alcune registrazioni sono ora disponibili e questi stili stanno cominciando ad essere ricercate e promosse all'estero attraverso tour di banda.

### Zanzibar
Derivante dalla parola inglese 'band', il Beni è un intrattenimento di nozze popolare con una forte attenzione al ritmo e alla danza e la partecipazione del pubblico. Il Beni ha origine a Zanzibar intorno alla fine del XX secolo come una presa in giro delle bande militari in stile coloniale.
A Zanzibar, il Beni viene eseguito sia come parata di strada che come ballo di nozze.

### Compositori per bande di ottoni
- Alex Lithgow
- Edward Gregson
- Eric Ball
- Goff Richards
- Gordon Langford
- Frederik Magle
- Henry James Metcalfe
- Herb Alpert
- John Philip Sousa
- Martin Ellerby
- Meredith Willson
- Nigel Clarke
- Paul Lovatt-Cooper
- Peter Graham
- Philip Sparke
- Charles Trussell
- Philip Wilby
- Kenneth Downie